# Frontera entre la República Democràtica del Congo i Tanzània
La frontera entre la República Democràtica del Congo i Tanzània és la línia fronterera de 459 kilòmetres, en sentit Nord-Sud, que separa Tanzània de República Democràtica del Congo a l'Àfrica oriental. Separa les regions de Kigoma, Rukwa i Katavi, a Tanzània, de les províncies congoleses de Tanganyika i Kivu del Sud.

## Traçat
La frontera és situada tota en les ribes del llac Tanganyika. Comença, als marges del llac, pel trifini amb les fronteres Tanzània-Zàmbia i República Democràtica del Congo-Zàmbia. Aleshores pren la direcció nord-nord-oest i després al nord. S'atura 50 quilòmetres al nord-nord-oest de Kigoma al trifini entre ambdós estats i Burundi.